# Hapticiteit

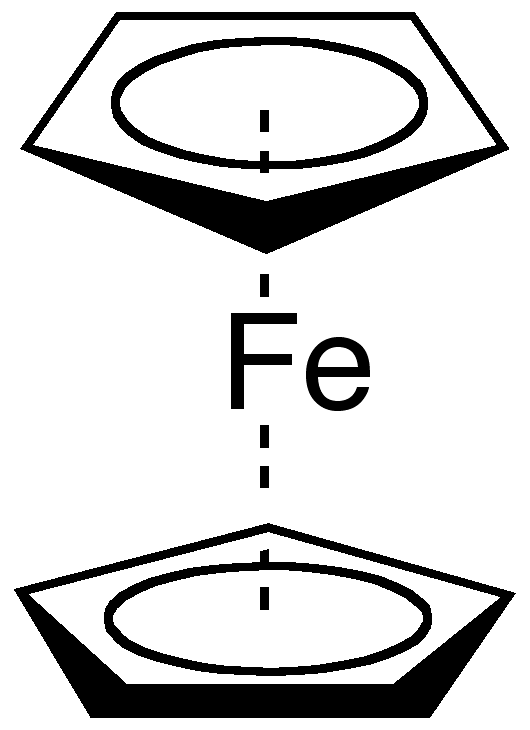
In ferroceen komen twee η^{5}-cyclopentadienylliganden voor.

De term hapticiteit wordt gebruikt in de beschrijving van het type binding in de coördinatiechemie tussen een centraal atoom, meestal een metaal, en een aaneengesloten groep atomen van een ligand. De hapticiteit van een ligand wordt met het Griekse teken 'eta', η aangeduid. In superscript volgt een getal dat aangeeft hoeveel atomen deel uitmaken van de coördinerende groep naar het metaal. In het algemeen wordt de η-notatie gebruikt als de elektronen die de binding verzorgen uit een moleculaire orbitaal afkomstig zijn in plaats van uit een atoomorbitaal, anders wordt de κ-notatie (kappa) gebruikt: zie Hapticiteit en Denticiteit.

## Geschiedenis
De noodzaak voor een aanvulling op de nomenclatuur voor organometaalverbindingen wordt in het midden van de jaren 50 van de 20e eeuw duidelijk. Dunitz, Orgel, and Rich beschreven in die periode op basis van Röntgendiffractie de structuur van de "Sandwichverbinding" ferroceen waarin een ijzeratoom als het beleg in een sandwich tussen twee evenwijdige cyclopentadienylringen geplakt zit. Cotton stelde later de term hapticiteit voor. Het woord is afgeleid van het Griekse haptein, vastmaken. In de naamgeving wordt "hapto" voor de naam van het alkeen (meestal gaat het om alkenen) geplaatst. Bovendien werd voorgesteld de η (eta) symbool te gebruiken. De η wordt gecombineerd met een getal voor het aantal atomen dat bijdraagt aan de orbitaal waaruit de coördinerende elektronen afkomstig zijn. De term wordt vooral gebruikt bij uitgebreidere π-systemen of in gevallen waarbij agostische binding niet zonder meer duidelijk is uit de formule van het complex.

### Historisch belangrijke verbindingen waarin de liganden via hapticiteit beschreven worden
- Ferroceen - bis(η5-cyclopentadienyl)ijzer
- Uranoceen - bis(η8-1,3,5,7-cyclooctatetraeen)uranium
- W(CO)3(PPri3)2(η2-H2 ) - de eerste gesynthetiseerde verbinding waarin een diwaterstofligand optreedt.[3][4]
- IrCl(CO)[P(C6H5)3]2(η2-O2) - het dizuurstofderivaat van Vaska's complex dat ontstaat bij reversibele reactie met dizuurstof.

## Voorbeelden
De notatievorm met de η wordt voor veel coördinatieverbindingen gebruikt:
- Complexen die eigenlijk gevormd worden via de zijkant van een σ-binding zoals deze optreedt vanuit H2:
  - W(CO)3(PiPr3)2(η2-H2)[3][4]
- Complexen vanuit liganden met meervoudige bindingen zoals etheen in Zeise's zout, waarin de binding gerealiseerd wordt via de bindende π-elektronen:
  - K[PtCl3(η2-C2H4)].H2O
- Aan de vorige groep verwante complexen waarin een π-ligand als brug optreedt tussen verschillende metaalatomen:
  - (μ-η2:η2-C2H2)Co2(CO)6 en (Cp*2Sm)2(μ-η2:η2- N2)[5]
  - Dizuurstof in bis{(trispyrazolylborato)koper(II)}(μ-η2:η2-O2),

Opmerking: in brugvormende liganden kunnen ook andere manieren van overbrugging voorkomen dan via η-binding, bijvoorbeeld κ1,κ1, zoals in (Me3SiCH2)3V(μ-N2-κ1(N),κ1(N'))V(CH2SiMe3)3 waarin het distikstofmolecuul via zijn twee uiteinden aan de metaalatomen gekoppeld is (zie ook Hapticiteit en Denticiteit).
- Die binding vanuit π-systemen kan over verschillende atomen gespreid zijn. Naast het al eerder genoemde etheen kunnen ook allylgroepen, 1,3-butadieen, cyclopentadieenderivaten en benzeen hun elektronen delen in coördinatieverbindingen.
- De complexvorming kan soms op gespannen voet lijken te staan met de 18-elektronenregel maar verklaarbaar zijn vanuit ongebruikelijke hapticiteiten:
  - In het complex met 18-valentie-elektronen (η5-C5H5)Fe(η1-C5H5)(CO)2 komt één η5 en één η1 gebonden cyclopentadienyl-ligand voor. Het totaal aantal elektronen dat bij de complexvorming betrokken is wordt daarmee: 6 uit de een cyclopentadiënyl, 2 elektronen uit de tweede cyclopentadiënyl-ligand en 2 keer 2 uit de koolmonoxideliganden. Samen 12, goed voor 6 coördinatiebindingen, wat het normale aantal is voor ijzer (vergelijk hexacyanoferraat).
  - De reductie van (ook 18 valentie-elektronen) [Ru(η6-C6Me6)2]2+ (beide aromatische ringen coördineren η6), geeft opnieuw een verbinding met 18 valentie-elektronen: [Ru(η6-C6Me6)(η4-C6Me6)] (zie voorbeeld).
- In de heterocyclische chemie vinden we Cr(η5-C4H4S)(CO)3 als voorbeeld van een complex van de zwavelhoudende heterocyclische verbinding thiofeen, Cr(η6-B3N3Me6)(CO)3 is een voorbeeld uit de anorganische chemie met een coördinerende borazinering: ( (B-CH)3(NCH3)3 ).

### Door "π- liganden" gebruikte elektronen vs. hapticiteit
| Ligand                                          | Elektron bijdrage (neutraal deeltje) | Elektron bijdrage (ionvorm) |
| ----------------------------------------------- | ------------------------------------ | --------------------------- |
| η1 Allyl                                        | 1                                    | 2                           |
| η3-Allyl cyclopropenyl                          | 3                                    | 4                           |
| η3-Allenyl                                      | 3                                    | 4                           |
| η2-1,3-butadieen                                | 2                                    | 2                           |
| η4-1,3-butadieen                                | 4                                    | 4                           |
| η1-cyclopentadienyl                             | 1                                    | 2                           |
| η3-cyclopentadienyl                             | 3                                    | 4                           |
| η5-cyclopentadienyl pentadienyl cyclohexadienyl | 5                                    | 6                           |
| η2-Benzeen                                      | 2                                    | 2                           |
| η4-Benzeen                                      | 4                                    | 4                           |
| η6-Benzeen                                      | 6                                    | 6                           |
| η7-Cycloheptatrienyl                            | 7                                    | 6                           |
| η8-Cyclooctatetraenyl                           | 8                                    | 10                          |

## Veranderingen in Hapticiteit
De hapticiteit van een ligand kan tijdens het verloop van een reactie veranderen zoals in onderstaande redoxreactie waarbij een van de η6-benzeenringen omgezet wordt in een η4-benzeen:
Ook tijdens een substitutiereactie kan de hapticiteit reversibele wijzigingen ondergaan. In onderstaande reactie verandert de η5-cyclopentadienylring naar een η3-cyclopentadienylligand, waardoor aan het metaal ruimte ontstaat voor de 2 elektronen van een extra ligand 'L'. Het vervolgens afstoten van een molecuul CO opent daarna voor de cyclopentadienylligand de weg naar het herstellen van de uitgangssituatie: η5-cyclopentadienyl. Het indenyleffect bij substitutiereacties kan ook via wisseling van de hapticiteit in de ligand beschreven en verklaard worden.

## Hapticiteit en Denticiteit
Hapticiteit en denticiteit zijn verwante, maar ook duidelijk verschillende begrippen. Voor polydentaat liganden geldt dat ze via meerdere punten in het molecuul bindingen naar het metaal kunnen vormen. In dat geval worden de verschillende coördinerende atomen met behulp van de κ-notatie geïdentificeerd, zoals in het voorbeeld van 1,2-bis(difenylfosfino)ethaan (Ph2PCH2CH2PPh2) dat aan NiCl2 koppelt tot dichloor[ethaan-1,2-diylbis(difenylfosfaan)-κ2P]nikkel(II). Als de coördinerende atomen direct aan elkaar gebonden zijn wordt de η-notatie gebruikt zoals bijvoorbeeld in titanoceendichloride: dichloorbis(η5-2,4-cyclopentadien-1-yl)titanium.
Zie ook: Hapticiteit en Moleculaire Orbitalen.

## Hapticiteit en fluxionaliteit
Moleculen waarin polyhaptoliganden voorkomen vertonen vaak ook fluxionaliteit, dat wil zeggen dat de moleculen stereochemisch niet star zijn. Twee typen fluxionaliteit komen regelmatig voor in organometaalcomplexen met polyhaptoliganden:
- In het eerste geval is de hapticiteit kleiner dan het aantal sp2 koolstofatomen. In dat soort gevallen verschuift het metaalatoom van het ene koolstofatoom naar het andere waarbij dezelfde netto hapticiteit gehandhaafd wordt. De η1-C5H5 ligand in (η5-C5H5)Fe( η1-C5H5)(CO)2 laat een snelle omlegging zien waarbij het ijzeratoom snel wisselt tussen de verschillende koolstofatomen in de η1-C5H5 ligand. Energetisch is de reactie gedegenereerd, in de terminologie van de organische reacties wordt gesproken van een sigmatrope omlegging.
- In het tweede geval is sprake van een cyclische, polyhaptische ligand waarbij de hapticiteit maximaal benut wordt. Deze liganden hebben de neiging te roteren. Een beroemd voorbeeld hiervan is ferroceen, Fe(η5-C5H5)2, waarin de cyclopentadienylringen roteren om de hoofdas van het molecuul. Hoewel het langs elkaar draaien van de cyclopentadienylringen geen vrije rotatie is, is de activeringsenergie zo laag, dat de verschillende rotameren niet van elkaar gescheiden kunnen worden. In ferroceen zelf is dat logisch, na een vijfde rotatie ontstaat hetzelfde molecuul, maar ook voor Fe(η5-C5H4Br)2 is het niet mogelijk stoffen met verschillende sterische relaties tussen de broomatomen te isoleren.

## Hapticiteit en Moleculaire Orbitalen
Het optreden van coördinatiebindingen laat zich goed verklaren met behulp van de kwantummechanica. Zowel voor "gewone" complexen als voor complexen die blijkbaar in staat zijn één metaalatoom aan soms wel 8 koolstofatomen te koppelen. De kwantummechanische benadering verloopt in twee stappen. Eerst worden de koolstoforbitalen van de ligand met elkaar gecombineerd tot moleculaire orbitalen. De laagst energetische banen worden met elektronen bezet. Vervolgens worden de moleculaire orbitalen gecombineerd met de orbitalen van het metaal die dezelfde symmetrie hebben. Zo kan benzeen, met drie gevulde moleculaire orbitalen, als drietandig ligand functioneren. Omdat alle koolstofatomen in benzeen bijdragen aan de moleculaire orbitalen ontstaat hiermee een hapticiteit van 6.